# 河东乡 (越西县)
河东乡（羅馬化：hop do），是中华人民共和国四川省凉山彝族自治州越西县曾经下辖的一个乡。2021年1月12日，撤销西山乡和河东乡，将原西山乡和原河东乡所属行政区域划归越城镇管辖。

## 行政区划
河东乡撤销前下辖以下地区：
河东村、联新村、一棵树村、新普村、金光村、小碉村、东红村和宝龙村。